# Astrenis brunneofacies
Astrenis brunneofacies är en stekelart som beskrevs av Vikberg 2000. Astrenis brunneofacies ingår i släktet Astrenis och familjen brokparasitsteklar. Inga underarter finns listade.